# Халл, Элинор Генриетта
Элинор Генриетта Халл (англ. Eleanor Henrietta Hull) (1860 — 1935) — кельтолог, специалист по средневековой ирландской литературе и ирландскому языку. Дочь профессора геологии Эдварда Халла. Окончила Александра-колледж (Дублин), изучала древнеирландский язык и литературу под руководством Куно Мейера и Стэндиша Х. О’Грэди. В 1899 году участвовала в основании «Общества ирландских текстов» (Irish Texts Society) и являлась его секретарём в течение почти 30 лет. Была президентом Ирландского литературного общества (Лондон).
Элинор Халл опубликовала ряд изданий и переводов средневековых ирландских текстов, а также несколько популярных работ по мифологии и истории Ирландии. До сих пор не утратили значения такие её работы, как «Сага о Кухулине в ирландской литературе» (Cuchulain Saga in Irish Literature, 1898) и «Хрестоматия по ирландской литературе» (A Textbook of Irish Literature, 1906, 1908).